# Parafia bł. Jana Balickiego w Rzeszowie

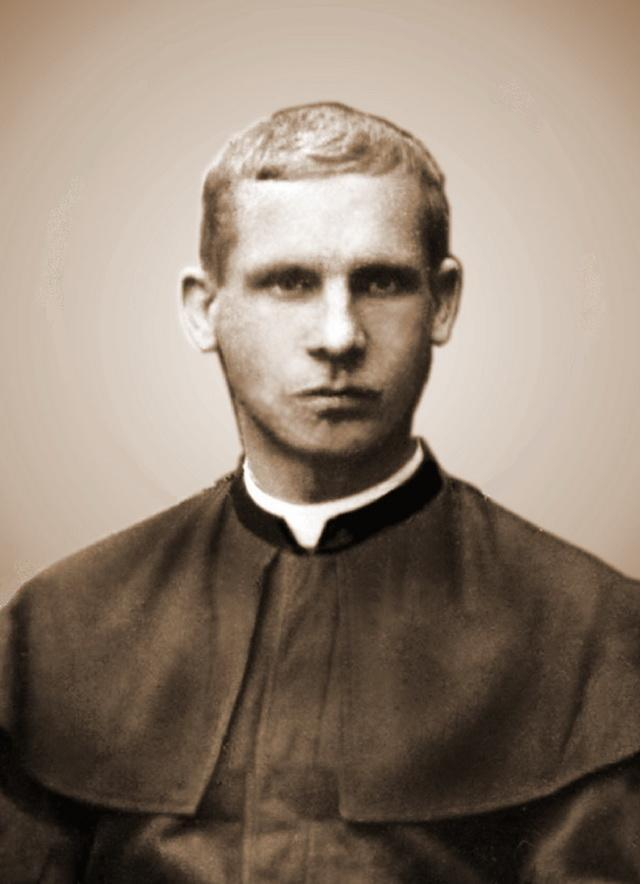
bł. ks. Jan Balicki – patron parafii

Parafia bł. ks. Jana Balickiego w Rzeszowie - Staromieściu – parafia rzymskokatolicka znajdująca się w diecezji rzeszowskiej w dekanacie Rzeszów Północ. Erygowana w 2022 r.

## Historia
Parafia pw. bł. ks. Jana Balickiego (na osiedlu Staromieście – Ogrody) została erygowana 28 sierpnia 2022 roku przez bpa rzeszowskiego Jana Wątrobę, wydzielając ją z parafii św. Józefa (Rzeszów – Staromieście). 
27 marca 2015 r., po mszy św. w kościele św. Józefa na Staromieściu w Rzeszowie, odbyła się Droga Krzyżowa ulicami Staromieścia, która zakończyła się na placu przeznaczonym pod budowę nowego kościoła przy ul. Skrajnej, gdzie został poświęcony krzyż. 1 maja 2016 r. bp Jan Wątroba odprawił nabożeństwo majowe oraz poświęcił plac pod przyszłą budowę nowej świątyni na osiedlu Staromieście – Ogrody w Rzeszowie. 
27 lipca 2016 r. na Jasnej Górze podczas Światowych Dni Młodzieży papież Franciszek poświęcił kamień węgielny pod budowę kościoła. Kamień pochodzi ze skały z rotundy archikatedry przemyskiej (obrządku Łacińskiego), gdzie w latach 1897–1948 posługiwał bł. ks. Jan Balicki. 
15 marca 2017 r., w rocznicę śmierci bł. Jana Wojciecha Balickiego, została złożona prośba do prezydenta miasta Rzeszowa o pozwolenie na budowę kościoła. W dniu 8 maja tego samego roku została wydana pozytywna decyzja na budowę, dzień później, 9 maja, decyzja wraz z projektem została przedstawiona bp. ordynariuszowi Wątrobie, który 21 czerwca 2017 r. wyraził zgodę na rozpoczęcie budowy. Budowę nowego kościoła parafialnego rozpoczęto 11 września 2017 r. Budowa została podzielona na etapy i wciąż trwa. Świątynię zaprojektował rzeszowski architekt Roman Orlewski.
24 września 2019 roku bp Jan Wątroba poświęcił tymczasową kaplicę (wyposażenie, ołtarz, tabernakulum) oraz krzyż przed wejściem do kaplicy, która w tym dniu rozpoczęła funkcjonowanie na nowym osiedlu (kaplica pełni rolę kościoła parafialnego do czasu zakończenia budowy kościoła). W tym też dniu zostały wprowadzone do kaplicy relikwię bł. ks. Jana Balickiego – patrona kaplicy i wspólnoty. Patronem parafii został bł. ks. Jan Balicki, rektor Wyższego Seminarium Duchownego w Przemyślu, który urodził się w Staromieściu. 

## Zasięg parafii
Parafię tworzą mieszkańcy: od północy aktualna granica miasta Rzeszowa; od wschodu rzeka Wisłok; od południa arteria komunikacyjna od mostu im. T. Mazowieckiego; ulica Rzecha do ronda Rodziny Ulmów; ulica R. Krogulskiego do ronda im. Wł. Bartoszewskiego oraz od zachodu parafia graniczy z parafią św. Huberta. 

## Proboszczowie
- ks. Piotr Róż (2022 – 4 sierpnia 2023, pierwszy proboszcz, wcześniej administrator i opiekun kaplicy)[7][8]
- ks. Jacek Pasela (od 5 sierpnia 2023, administrator)[9][7]